# 地方自由党
地方自由党（ちほうじゆうとう、英語: Country Liberal Party）は、オーストラリアの政党で、ノーザンテリトリーを活動の中心地としている。連邦議会の元老院に1議席を持っており、自由党や国民党と保守連合を組んでいる。現在の党首はライア・フィノッチャーロである。

## 歴史
1919年の連邦議会総選挙の際に「地方党」が設立され、1922年に国民党と最初の保守連合を組んだ。これが後の「地方自由党」のルーツとなる。ビリー・ヒューズ首相が辞任し、スタンリー・ブルースに取って代わられる時期だった。1974年にノーザンテリトリー議会に議席を獲得した。

## 思想・方針
基本的に保守主義を主張していて、国民党と良く似ている。